# Rainder Steenblock
Rainder Steenblock (* 29. Februar 1948 in Leer in Ostfriesland) ist ein deutscher Politiker (Bündnis 90/Die Grünen). Er war von 1996 bis 2000 Minister für Umwelt, Natur und Forsten des Landes Schleswig-Holstein.

## Leben und Beruf
Nach dem Abitur im Jahr 1968 am Gymnasium Ulricianum in Aurich absolvierte Steenblock ein Studium der Psychologie, Pädagogik und Politikwissenschaft an der Universität Hamburg, das er 1974 als Diplom-Psychologe beendete. Anschließend absolvierte er ein Referendariat und legte im Jahr 1976 das Zweite Staatsexamen als Gewerbelehrer ab. Er war dann als Oberstudienrat an der Berufsfachschule für Kinderpflege in Hamburg tätig.

## Politik
In den Jahren 1970 bis 1976 war Steenblock Mitglied der SPD. Seit 1983 ist er Mitglied der Grünen, für die er zunächst als Geschäftsführer des Kreisverbandes Pinneberg und von 1992 bis 1994 als Landesvorstandssprecher in Schleswig-Holstein tätig war. Für die Grünen wurde Steenblock bei der Bundestagswahl 1994 in den Deutschen Bundestag gewählt, aus dem er aber am 1. Juni 1996 ausschied, um in die schleswig-holsteinische Landesregierung zu wechseln, wo er bis zum Jahr 2000 Minister für Umwelt, Natur und Forsten war. Außerdem war er Stellvertreter der Ministerpräsidentin in der von Heide Simonis geführten Landesregierung von Schleswig-Holstein. Von 2000 bis 2002 gehörte er danach dem Landtag von Schleswig-Holstein an.
Nach der Bundestagswahl 2002 wurde Steenblock erneut Mitglied des Deutschen Bundestages. Hier wurde er im Oktober 2002 europapolitischer Sprecher der Bundestagsfraktion Bündnis 90/Die Grünen. Bis zu seinem Ausscheiden aus dem Deutschen Bundestag nach der Bundestagswahl 2009 zog Steenblock stets über die Landesliste Schleswig-Holstein in den Bundestag ein.

## Ehrenamt
Steenblock war in den Jahren 2007 bis 2009 Mitglied im Präsidium der Europa-Union Deutschland und vertrat die Partei Bündnis 90/Die Grünen im Vorstand des Netzwerks Europäische Bewegung Deutschland und im Fachbeirat „Europa/Transatlantik“ der Heinrich-Böll-Stiftung.